# Anete Pereira Souza
Anete Pereira de Souza (Campinas, 1962) é uma professora brasileira titular em Genética Vegetal na Universidade Estadual de Campinas e presidente do Comitê de Pós-Graduação da Sociedade Brasileira de Genética (SBG) desde 2004.

## Biografia
Anete Pereira de Souza possui graduação em Engenharia Agronômica, mestrado em Genética e Melhoramento de Plantas pela Escola Superior de Agricultura "Luiz de Queiroz" (ESALQ), da Universidade de São Paulo (USP) e doutorado em Biologia Celular e Molecular pela Universidade de Paris XI-França, e livre-docência em Genética Vegetal pela Unicamp. Atua principalmente nas áreas de Genética Vegetal e Biologia Molecular, com ênfase em Mapeamento Genético Molecular, Análise da Diversidade Genética e, Estrutura e Expressão de Proteínas Relacionadas à Fitopatogenicidade.

## Prêmios e títulos
- Prêmio Zeferino Vaz, 2006[5]
- Presidente do Comitê de Pós-Graduação da Sociedade Brasileira de Genética[1]